# Lo Chivau Blanc
Lo Chivau Blanc (en francès Cheval-Blanc) és un municipi francès situat al departament de la Valclusa i a la regió de Provença – Alps – Costa Blava.

## Demografia
| 1962                                       | 1968  | 1975  | 1982  | 1990  | 1999  | 2006  |
| ------------------------------------------ | ----- | ----- | ----- | ----- | ----- | ----- |
| 1.839                                      | 1.880 | 2.029 | 2.372 | 3.032 | 3.524 | 3.981 |
| Des de 1962: població sense dobles comptes |       |       |       |       |       |       |

## Administració
| Període | Identitat         | Partit        |
| ------- | ----------------- | ------------- |
| 2001-   | Christian Mounier | Divers droite |